# Rommani, Marocko
Rommani (arabiska: الرماني) är en stad i Marocko. Den ligger i provinsen Khémisset och regionen Rabat-Salé-Kénitra, 60 km söder om huvudstaden Rabat. Antalet invånare var 12 297 vid folkräkningen 2014.